# 國府田マリ子のRadio Canvas Special
『國府田マリ子のRadio Canvas Special』は、1995年12月6日、KONAMIより発売。

## 解説
- 國府田マリ子のコンピレーションアルバム「國府田マリ子のRadio Canvas Vol.3」発売に先駆けてリリースされたミニ・アルバム。架空のCMが10本収録され、そのCMのなかからファンが実際に聴いてみたいと思うものを3つ選び同封されたはがきで投票する。[2]

## 収録曲
1. db-FM
[収録された架空のCM][3]
・AMUSEUM G KIDS
・アメリカン・マリコ
・エレファント・レストラン
・企業・いま
・國府田マリ子 Seaside Prism
・國府田朗読劇場
・実況 國府田マリ子 '96
・スナッチャーパラダイス
・どんぶりフリーウェイ
・マリ子のうれしうれし1人漫才
2. db-FMのテーマ「Talk to me」
アーティスト：db-FMオールスターズ[メンバー 1]、作詞：さゆ鈴 作曲：ながつきまろん 編曲：光田健一
3. db-FMのテーマ「Talk to me」(KARAOKE)

### ユニットメンバー
1. ↑  おたっきぃ佐々木、國府田マリ子、さとでゅ、丹下桜、土門仁、長沢ゆりか、やなせなつみ、吉水孝宏